# Marcelo Mattos
Marcelo Mattos (ur. 10 lutego 1984) – brazylijski piłkarz występujący na pozycji pomocnika.

## Kariera piłkarska
Od 1999 roku występował w Mirassol, FC Tokyo, Oita Trinita, São Caetano, Corinthians Paulista, Panathinaikos AO, Botafogo, Vitória i CR Vasco da Gama.